# Tim Keurntjes
Tim Keurntjes (Doetinchem, 13 maart 1991) is een voormalig Nederlands profvoetballer die als middenvelder speelde.

## Clubcarrière
Hij begon bij SV DCS en speelt sinds 2001 in de jeugdopleiding van De Graafschap. In het seizoen 2009/10 speelde hij met Jong De Graafschap in het toernooi om de KNVB Beker. Hij scoorde het enige doelpunt tegen FC Zwolle en hierna verloor het team van NAC Breda. In die periode debuteerde hij ook in het eerste team van De Graafschap. Op 20 november 2009 speelde hij tegen SBV Excelsior zijn eerste wedstrijd als invaller voor Jordy Buijs en ook tegen Haarlem en BV Veendam kwam hij in actie.
FC Groningen kreeg interesse in Keurntjes en bood hem een driejarig contract aan, dat hij uiteindelijk verkoos boven een contractverlenging in Doetinchem. Keurntjes maakte zijn debuut voor FC Groningen in een vriendschappelijke wedstrijd op 3 juli 2010 tegen RWE Eemsmond. Hij viel in in de tweede helft en scoorde tevens de 0-9 voor FC Groningen. Keurntjes maakte zijn officiële debuut voor FC Groningen op 22 september 2011 in de uitwedstrijd tegen AZ in het kader van de KNVB Beker. Hij maakte in deze, met 4-2 verloren wedstrijd, één doelpunt voor FC Groningen. FC Groningen verhuurde Keurntjes in het seizoen 2012/13 aan SC Cambuur. Na drie seizoenen bij Telstar, keerde Keurntjes in 2016 terug bij De Graafschap waarmee hij in 2018 via de nacompetitie naar de Eredivisie promoveerde. Vanaf september 2019 ging hij met TOP Oss meetrainen. Vanaf januari 2019 is hij speelgerechtigd voor die club. Een half jaar later ging hij naar de Arnhemse amateurclub MASV.

## Clubstatistieken
| seizoen | club                | land               | competitie     | duels | goals |
| ------- | ------------------- | ------------------ | -------------- | ----- | ----- |
| 2009/10 | De Graafschap       | Vlag van Nederland | Eerste divisie | 3     | 0     |
| 2010/11 | FC Groningen        | Vlag van Nederland | Eredivisie     | 0     | 0     |
| 2011/12 | FC Groningen        | Vlag van Nederland | Eredivisie     | 8     | 0     |
| 2012/13 | → SC Cambuur (huur) | Vlag van Nederland | Eerste divisie | 13    | 0     |
| 2013/14 | Telstar             | Vlag van Nederland | Eerste divisie | 18    | 1     |
| 2014/15 | Telstar             | Vlag van Nederland | Eerste divisie | 18    | 3     |
| 2015/16 | Telstar             | Vlag van Nederland | Eerste divisie | 23    | 3     |
| 2016/17 | De Graafschap       | Vlag van Nederland | Eerste divisie | 10    | 0     |
| 2017/18 | De Graafschap       | Vlag van Nederland | Eerste divisie | 1     | 0     |
| 2018/19 | TOP Oss             | Vlag van Nederland | Eerste divisie | 1     | 0     |
| Totaal  | Totaal              | Totaal             | Totaal         | 95    | 7     |

## Erelijst
- Eerste divisie: 2009/10, 2012/13